# Tom Allom
Tom Allom es un ingeniero de sonido y productor discográfico británico, conocido mundialmente por trabajar con bandas de heavy metal y hard rock como Black Sabbath, Judas Priest y Def Leppard, entre otros. Trabajó activamente entre las décadas de los setenta y ochenta, hasta que ingresó como miembro activo a la organización Music Producers Guild, organismo inglés que representa y financia las contribuciones creativas de la producción y grabación de todos los géneros musicales.
Además es conocido por firmar bajo el seudónimo de Tom Colonel Allom, como tributo a Colonel Tom Parker mánager de Elvis Presley.

## Carrera
Comenzó su carrera como ingeniero de sonido en 1969 al contribuir en el álbum debut From Genesis to Revelation de los ingleses Genesis. Tras ello colaboró en dicha labor en los discos Black Sabbath, Paranoid y Masters of Reality de Black Sabbath. Por su parte inició su carrera como productor en 1973 con el disco Bursting at the Seams de la banda Strawbs. Durante los setenta produjo varios discos de Strawbs, como también trabajó con The Tourists y Pat Travers.
Sin embargo obtuvo reconocimiento mundial cuando en 1979 produjo el primer álbum en vivo de Judas Priest, Unleashed in the East, y siguió su trabajo con la banda inglesa hasta 1988 con Ram It Down. Durante los ochenta produjo algunos álbumes de otras bandas exitosas como Def Leppard, Krokus, KIX, Loverboy, Y&T y Rough Cutt, entre otras.
Tras ingresar como miembro de la organización de productores ingleses, Music Producers Guild, se alejó de la industria musical y solo colaboró en algunas remasterizaciones durante la década de los noventa y durante los primeros años del nuevo milenio. En el 2009 y luego de un poco más de diez años, volvió a trabajar con Judas Priest en el disco en vivo A Touch of Evil: Live.